# ألبيرتو تاكيني
ألبيرتو كارلوس تاكيني (بالإسبانية: Alberto Carlos Taquini)‏ عالم وأكاديمي أرجنتيني اختص في دراسة الكيمياء الحيوية، تنسب إليه خطة تاكيني التي أدت تحقيق اللامركزية في النظام الجامعي العام في الأرجنتين.